# 三氧化二釹
三氧化二釹（化學式：Nd2O3），又稱氧化釹（Ⅲ），是釹的+3價氧化物。它是淡蓝色的潮解性六方结晶，難溶于水，能溶于酸。被误认为是化学元素的稀土混合物 didymium含有三氧化二钕。

## 制备
三氧化二钕可以由氮化钕或氢氧化钕在空气燃烧而成。

## 用途
三氧化二钕可以用来制作涂料玻璃，包括太阳眼镜、制造固态激光、以及为玻璃和搪瓷涂色 一些含钕涂料玻璃吸收黄光和绿光，所以是紫色的，也可以用于焊接护目镜。 一些含钕涂料玻璃是双色性的，也就是会随着光照而改变颜色。 一种以矿物alexandrite命名的玻璃在阳光下为蓝色，在人造光源下为红色。全世界每年生產約7000噸的三氧化二釹，可用來染色玻璃和陶瓷材料，製取光学玻璃和激光元件。三氧化二钕也可以用做聚合反应的催化剂。